# Curchy
Pour les articles homonymes, voir Dreslincourt.
Curchy est une commune française située dans le département de la Somme en région Hauts-de-France.

## Géographie

### Localisation

#### Communes limitrophes
Les communes limitrophes sont  Fonches-Fonchette, Herly, Hypercourt, Mesnil-Saint-Nicaise, Nesle, Potte et Étalon.

### Description
Curchy, un village picard du Santerre, est aisément accessible par l'ex-RN 30 (actuelle RD 930). Il  se situe à quelques kilomètres au nord-ouest de Nesle.
Il est traversé par la ligne d'Amiens à Laon mais la gare la plus proche est la gare de Nesle, desservie par des trains régionaux TER Hauts-de-France qui effectuent des missions entre les gares d'Amiens et de Tergnier ou de Laon.
En 2019, la localité est desservie par les autocars du réseau inter-urbain Trans'80, Hauts-de-France (ligne no 52, Nesle - Hombleux - Ham).

### Hydrographie

#### Réseau hydrographique
La commune est située dans le bassin Artois-Picardie. Elle est drainée par l'Ingon.
L'Ingon, d'une longueur de 12 km, prend sa source dans la commune de Fonches-Fonchette et se jette  dans le canal du Nord à Rouy-le-Grand, après avoir traversé sept communes.

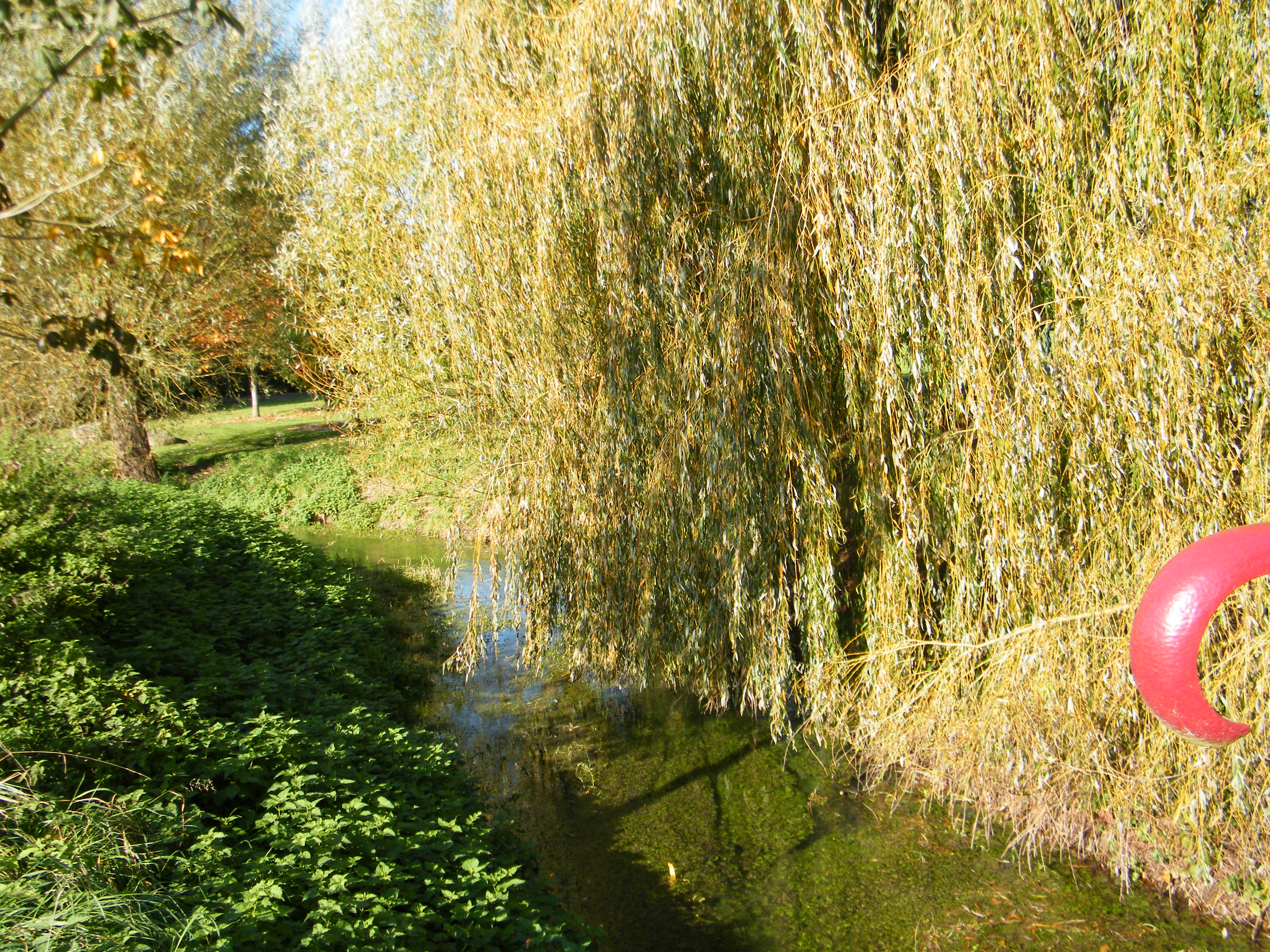
L'Ingon, vue du pont.
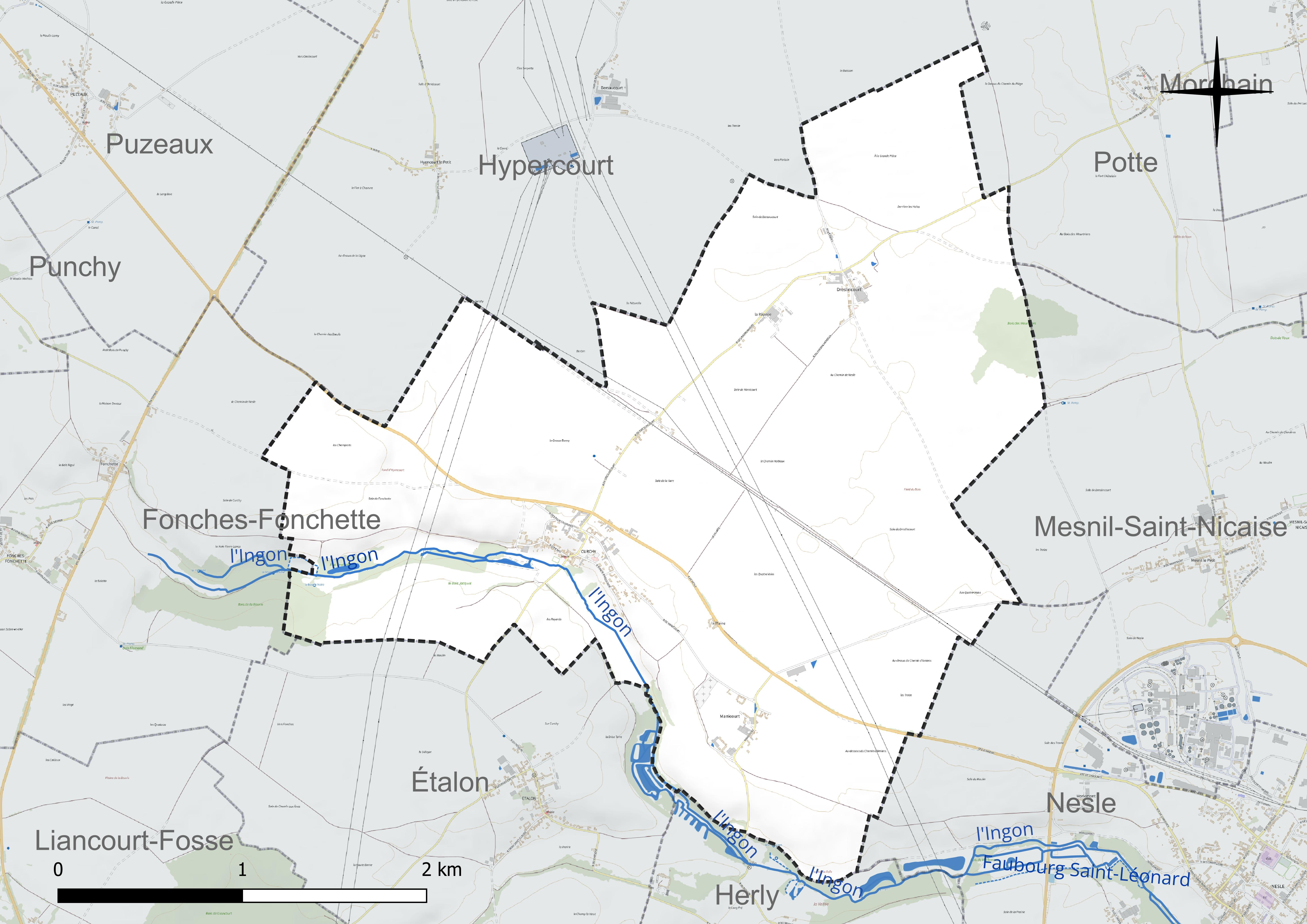
Réseau hydrographique de Curchy.

#### Gestion et qualité des eaux
Le territoire communal est couvert par le schéma d'aménagement et de gestion des eaux (SAGE) « Haute Somme ». Ce document de planification concerne un territoire de 1 798 km2 de superficie, délimité par le bassin versant de la Haute Somme est constitué d'un réseau hydrographique complexe de cours d'eau, de marais, d'étangs et de canaux. Le périmètre a été arrêté le 21 avril 2006 et le SAGE proprement dit a été approuvé le 15 juin 2017. La structure porteuse de l'élaboration et de la mise en œuvre est le syndicat mixte d'aménagement hydraulique du bassin versant de la Somme (AMEVA).
La qualité des cours d'eau peut être consultée sur un site dédié géré par les agences de l'eau et l'Agence française pour la biodiversité.

### Climat
Pour des articles plus généraux, voir Climat des Hauts-de-France et Climat de la Somme.
En 2010, le climat de la commune est de type climat océanique dégradé des plaines du Centre et du Nord, selon une étude du CNRS s'appuyant sur une série de données couvrant la période 1971-2000. En 2020, Météo-France publie une typologie des climats de la France métropolitaine dans laquelle la commune est exposée à un climat océanique et est dans la région climatique Nord-est du bassin Parisien, caractérisée par un ensoleillement médiocre, une pluviométrie moyenne régulièrement répartie au cours de l'année et un hiver froid (3 °C).
Pour la période 1971-2000, la température annuelle moyenne est de 10,3 °C, avec une amplitude thermique annuelle de 14,6 °C. Le cumul annuel moyen de précipitations est de 734 mm, avec 12 jours de précipitations en janvier et 9 jours en juillet. Pour la période 1991-2020, la température moyenne annuelle observée sur la station météorologique la plus proche, située sur la commune de Rouvroy-en-Santerre à 11 km à vol d'oiseau, est de 10,8 °C et le cumul annuel moyen de précipitations est de 635,8 mm,. Pour l'avenir, les paramètres climatiques de la commune estimés pour 2050 selon différents scénarios d'émission de gaz à effet de serre sont consultables sur un site dédié publié par Météo-France en novembre 2022.

## Urbanisme

### Typologie
Au 1er janvier 2024, Curchy est catégorisée commune rurale à habitat dispersé, selon la nouvelle grille communale de densité à sept niveaux définie par l'Insee en 2022.
Elle est située hors unité urbaine et hors attraction des villes,.

### Occupation des sols

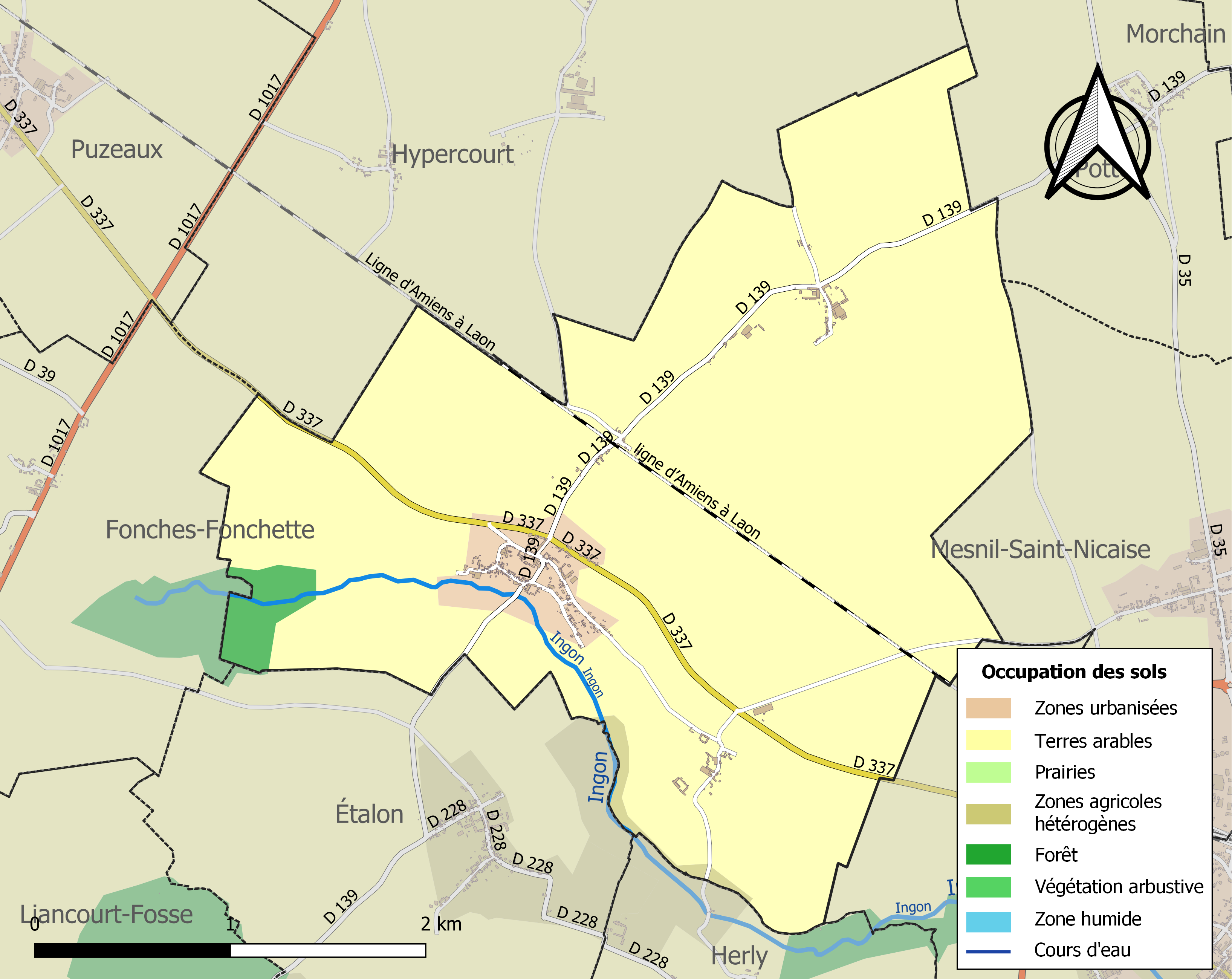
Carte des infrastructures et de l'occupation des sols de la commune en 2018 (CLC).

L'occupation des sols de la commune, telle qu'elle ressort de la base de données européenne d'occupation biophysique des sols Corine Land Cover (CLC), est marquée par l'importance des territoires agricoles (94,3 % en 2018), une proportion identique à celle de 1990 (94,3 %). La répartition détaillée en 2018 est la suivante : 
terres arables (93,4 %), zones urbanisées (3,9 %), forêts (1,8 %), zones agricoles hétérogènes (0,9 %). L'évolution de l'occupation des sols de la commune et de ses infrastructures peut être observée sur les différentes représentations cartographiques du territoire : la carte de Cassini (XVIIIe siècle), la carte d'état-major (1820-1866) et les cartes ou photos aériennes de l'IGN pour la période actuelle (1950 à aujourd'hui).

### Habitat et logement
En 2019, le nombre total de logements dans la commune était de 148, alors qu'il était de 144 en 2014 et de 143 en 2009.
Parmi ces logements, 78,4 % étaient des résidences principales, 8,1 % des résidences secondaires et 13,5 % des logements vacants. Ces logements étaient pour 100 % d'entre eux des maisons individuelles et pour 0 % des appartements.
Le tableau ci-dessous présente la typologie des logements à Curchy en 2019 en comparaison avec celle de la Somme et de la France entière. Une caractéristique marquante du parc de logements est ainsi une proportion de résidences secondaires et logements occasionnels (8,1 %) inférieure à celle du département (8,3 %) mais supérieure à celle de la France entière (9,7 %). Concernant le statut d'occupation de ces logements, 84,4 % des habitants de la commune sont propriétaires de leur logement (84 % en 2014), contre 60,2 % pour la Somme et 57,5 pour la France entière.
| Typologie                                               | Curchy | Somme | France entière |
| ------------------------------------------------------- | ------ | ----- | -------------- |
| Résidences principales (en %)                           | 78,4   | 83,2  | 82,1           |
| Résidences secondaires et logements occasionnels (en %) | 8,1    | 8,3   | 9,7            |
| Logements vacants (en %)                                | 13,5   | 8,5   | 8,2            |

## Toponymie
Curci est relevé en 1132. La forme évolue en Curchi en 1160. Puis Curciaum en 1189 ; Curchum en 1200 ; Curchy en 1277 ; Cursi en 1665 ; Couchy en 1710 ; Courchy en 1761.

## Histoire
Des muches creusées dans la craie ont permis aux habitants de se réfugier pendant les périodes troubles qu'a connues le village.
Première Guerre mondiale
Un hôpital militaire a été construit sous l'église par les Allemands.
Un aérodrome militaire est installé à Curchy-Manicourt utilisé par l'armée allemande  juin à août 1918 puis par l'aviation française. Il est équipé de cinq  hangars et six tentes en mai, trois hangars et six puis trois tentes en juin-juillet 1918. L'escadrille française SAL 204 l'occupe du 21 septembre au 1er novembre 1918,
L'escadrille SPAbi 21 est stationnée à Curchy-Manicourt du 9 (ou 10) au 24 octobre 1918 en soutien avec la 64e Division d'Infanterie
Les villages de Curchy, de Manicourt et de Dreslincourt sont considérés comme détruits à la fin de la guerre. Curchy, et Dreslincourt ont été décorées de la Croix de guerre 1914-1918, le 3 novembre 1920.
Des travaux de reconstruction débutent avant la fin du conflit sous l'autorité de l'armée française,
Fusion de communes
En 1966, les communes de Curchy et de  Dreslincourt, instituées lors de la Révolution française, fusionnent  sous le nom de Curchy-Dreslincourt.
En 1973, les communes de Curchy-Dreslincourt et de Manicourt fusionnent à leur tour pour devenir une nouvelle commune dénommée Curchy

## Politique et administration

### Rattachements administratifs et électoraux

#### Rattachements administratifs
La commune se trouvait jusqu'en 2016 dans l'arrondissement de Montdidier du département de la Somme. Par arrêté préfectoral du 27 décembre 2016, elle en est  détachée le 1er janvier 2017 pour intégrer l'arrondissement de Péronne
Elle faisait partie depuis 1801 du canton de Roye. Dans le cadre du redécoupage cantonal de 2014 en France, cette circonscription administrative territoriale a disparu, et le canton n'est plus qu'une circonscription électorale.

#### Rattachements électoraux
Pour les élections départementales, la commune fait partie depuis 2014 du canton de Ham.
Pour l'élection des députés, elle fait partie depuis 2012 de la cinquième circonscription de la Somme.

### Intercommunalité
La commune  faisait partie de la communauté de communes du Pays Neslois (CCPN), créée fin 2001, et qui succédait au district de Nesle, créé par arrêté préfectoral du 22 mai 1964.
La loi portant nouvelle organisation territoriale de la République (Loi NOTRe) du 7 août 2015, prévoyant que les établissements publics de coopération intercommunale (EPCI) à fiscalité propre doivent avoir un minimum de 15 000 habitants, le schéma départemental de coopération intercommunale (SDCI) arrêté par le préfet de la Somme le 30 mars 2016 prévoit notamment la fusion des communautés de communes du Pays Hamois et celle du Pays Neslois, afin de constituer une intercommunalité de 42 communes groupant 20 822 habitants, et précise qu'il « s'agit d'un bassin de vie cohérent dans lequel existent déjà des migrations pendulaires entre Ham et Nesle. Ainsi Ham offre des équipements culturels, scolaires et sportifs (médiathèque et auditorium de musique de grande capacité, lycée professionnel, complexe nautique), tandis que Nesle est la commune d'accueil de grandes entreprises de l'agroalimentaire ainsi que de leurs sous-traitants ».
La fusion intervient le 1er janvier 2017 et la nouvelle structure, dont la commune fait désormais partie, prend le nom de communauté de communes de l'Est de la Somme,.

## Équipements et services publics

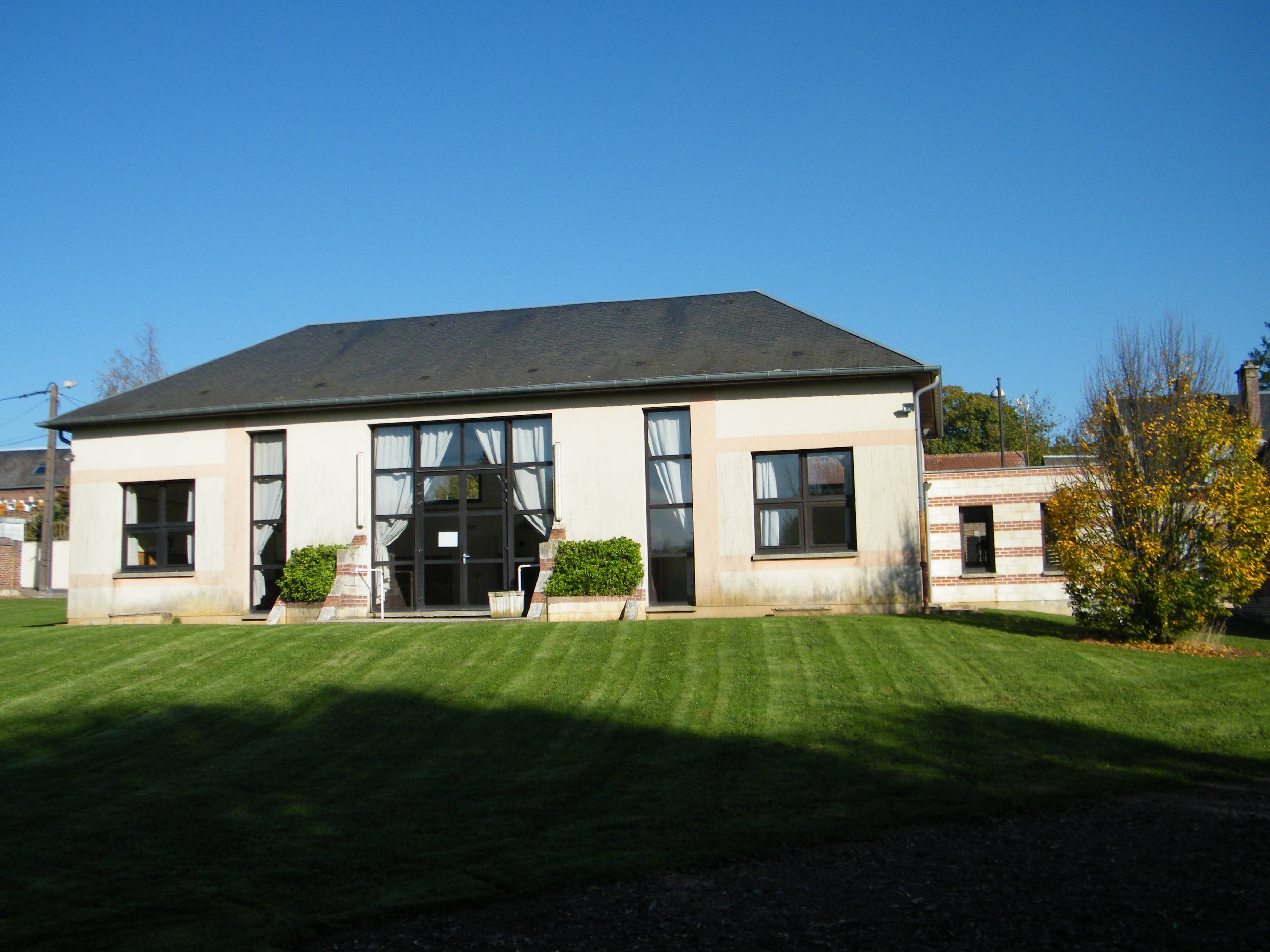
La salle communale, construite sous le mandat de Jacques Cockenpot.

### Liste des maires successifs
| Période                                  | Période                         | Identité                                | Étiquette | Qualité |
| ---------------------------------------- | ------------------------------- | --------------------------------------- | --------- | --- |
| Les données manquantes sont à compléter. |                                 |                                         |           | |
|                                          |                                 |                                         |           | |
| 1798                                     | 1840                            | Charles Borrhomé Boudoux d'Hautefeuille |           | Propriétaire, cultivateur Conseiller d'arrondissement de Roye (1833 → 1830 et 1833 → 1840) Mort en fonction                                                                              |
| 1844                                     | après mars 1869                 | Charles Clément Boudoux d'Hautefeuille  |           | Fils de Charles Borrhomé Boudoux d'Hautefeuille, propriétaire, cultivateur Conseiller d'arrondissement de Roye (8 mai 1865 → 1876)                                                       |
|                                          |                                 |                                         |           | |
| marfs 1983                               | mars 2001                       | Jacques Cockenpot,                      |           | Agriculteur retraité |
| mars 2001                                | avril 2018,                     | M. Dominique Pecquet                    |           | Retraité Président du Smitom du Santerre ( ? → 2018) Vice-président de la CC du Pays Neslois ( ? → 2016) Vice-président de la CC de l'Est de la Somme (2017 → 2018) Décédé en fonctions. |
| octobre 2018,                            | septembre 2021,                 | Jean-Claude Delmée,                     |           | Retraité Décédé en fonction . |
| décembre 2021                            | En cours (au 18 septembre 2023) | Jean-Édouard Richard                    |           | Membre du bureau de la CC de l'Est de la Somme (2022 → ) |

## Population et société

### Démographie
L'évolution du nombre d'habitants est connue à travers les recensements de la population effectués dans la commune depuis 1793. Pour les communes de moins de 10 000 habitants, une enquête de recensement portant sur toute la population est réalisée tous les cinq ans, les populations de référence des années intermédiaires étant quant à elles estimées par interpolation ou extrapolation. Pour la commune, le premier recensement exhaustif entrant dans le cadre du nouveau dispositif a été réalisé en 2008.

En 2022, la commune comptait 293 habitants, en évolution de −1,01 % par rapport à 2016 (Somme : −1,26 %, France hors Mayotte : +2,11 %).
| 1793 | 1800 | 1806 | 1821 | 1831 | 1836 | 1841 | 1846 | 1851 |
| ---- | ---- | ---- | ---- | ---- | ---- | ---- | ---- | ---- |
| 200  | 168  | 198  | 204  | 246  | 264  | 276  | 292  | 274  |

| 1856 | 1861 | 1866 | 1872 | 1876 | 1881 | 1886 | 1891 | 1896 |
| ---- | ---- | ---- | ---- | ---- | ---- | ---- | ---- | ---- |
| 262  | 259  | 259  | 272  | 280  | 263  | 297  | 310  | 302  |

| 1901 | 1906 | 1911 | 1921 | 1926 | 1931 | 1936 | 1946 | 1954 |
| ---- | ---- | ---- | ---- | ---- | ---- | ---- | ---- | ---- |
| 306  | 320  | 281  | 258  | 336  | 310  | 314  | 298  | 281  |

| 1962 | 1968 | 1975 | 1982 | 1990 | 1999 | 2006 | 2008 | 2013 |
| ---- | ---- | ---- | ---- | ---- | ---- | ---- | ---- | ---- |
| 263  | 297  | 314  | 300  | 302  | 297  | 318  | 324  | 301  |

| 2018 | 2022 | - | - | - | - | - | - | - |
| ---- | ---- | - | - | - | - | - | - | - |
| 301  | 293  | - | - | - | - | - | - | - |

## Culture locale et patrimoine

### Lieux et monuments
- Église Saint-Médard[47], dont la  nef est datée du XIIe siècle[48]. Son clocher comprend deux girouettes représentant chacune un coq.

- Ancienne chapelle Sainte-Radegonde de Dreslincourt :
L'ancienne chapelle Sainte-Radegonde existait déjà en 1633. Elle a été transformée en maison d'habitation[49].
- Le marronnier remarquable de Dreslincourt, planté en 1780 selon la tradition locale. Le tronc mesure 5,60 m de diamètre. Dans la nuit du 3 au 4 mai 2021, le marronnier a été victime d'une tornade : le vent s'engouffrant dans le feuillage a fait tournoyer les branches et a brisé le tronc en son milieu[50]. Il paraît difficile de sauver ce qu'il reste de cet arbre remarquable.
- Le calvaire de Dreslincourt, en pierre calcaire, très ancien, est situé à proximité du marronnier de Dreslincourt.
- Cimetière militaire allemand de Manicourt

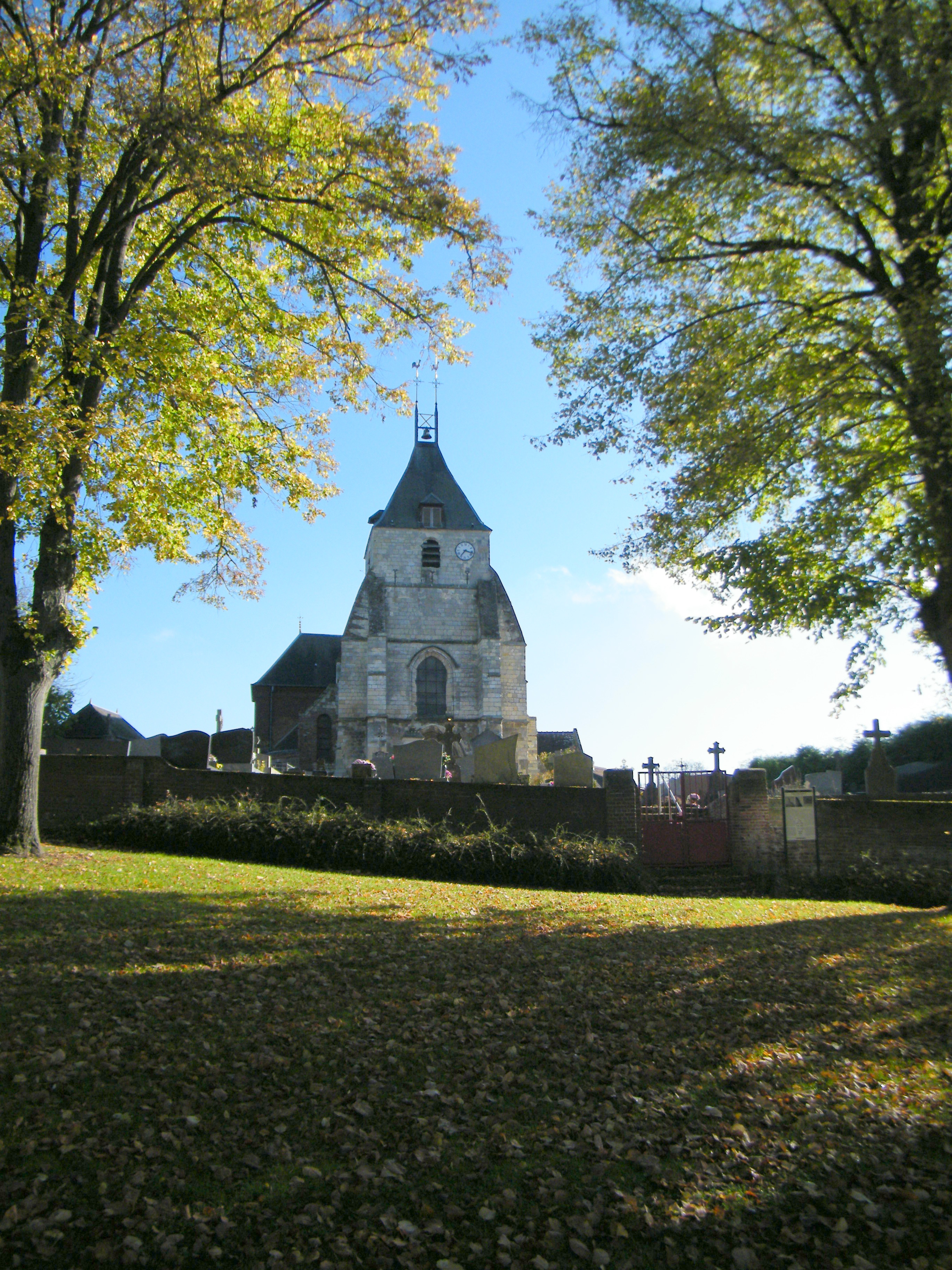
L'église Saint-Médard.
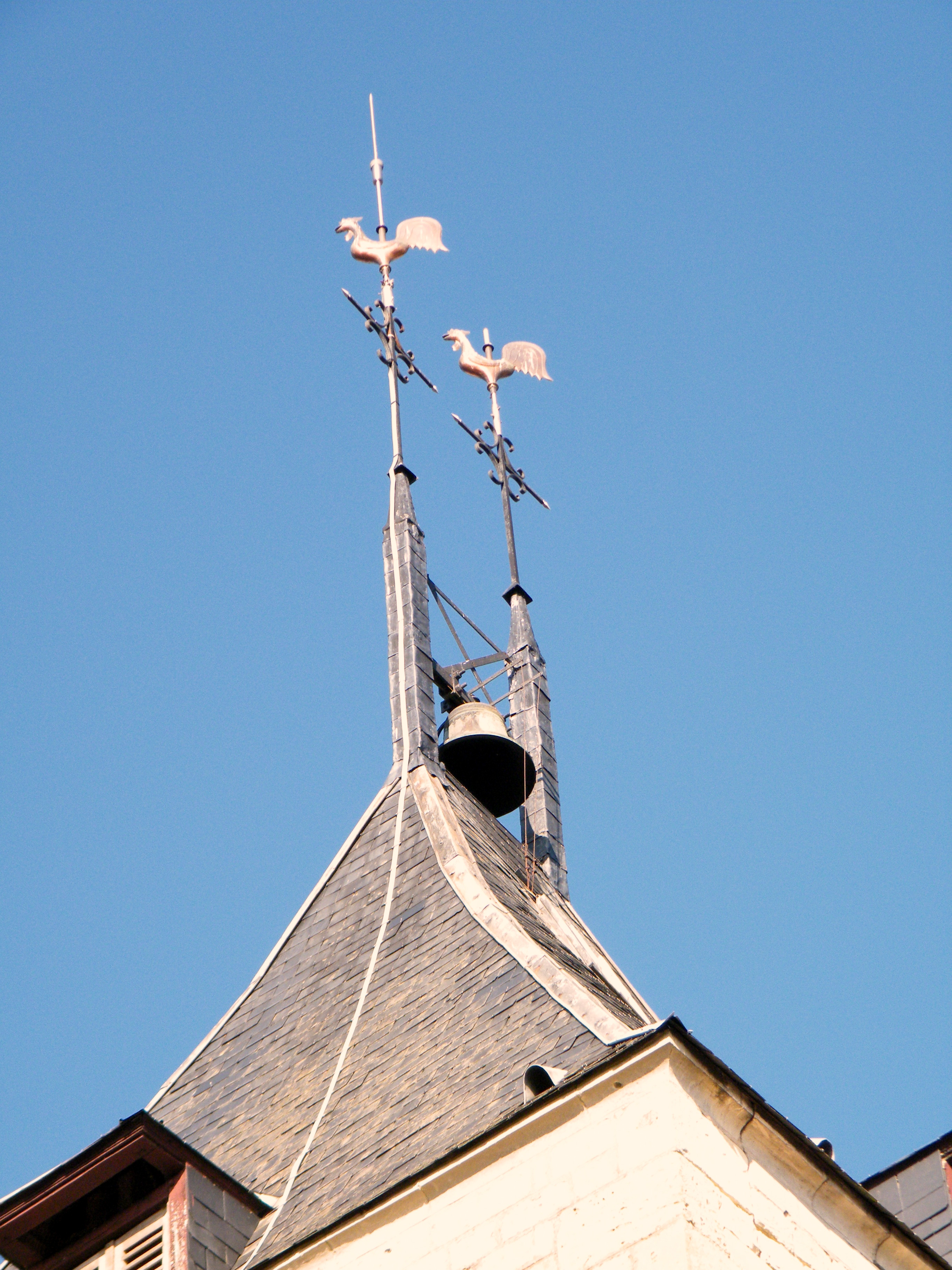
Les deux coqs de l'église
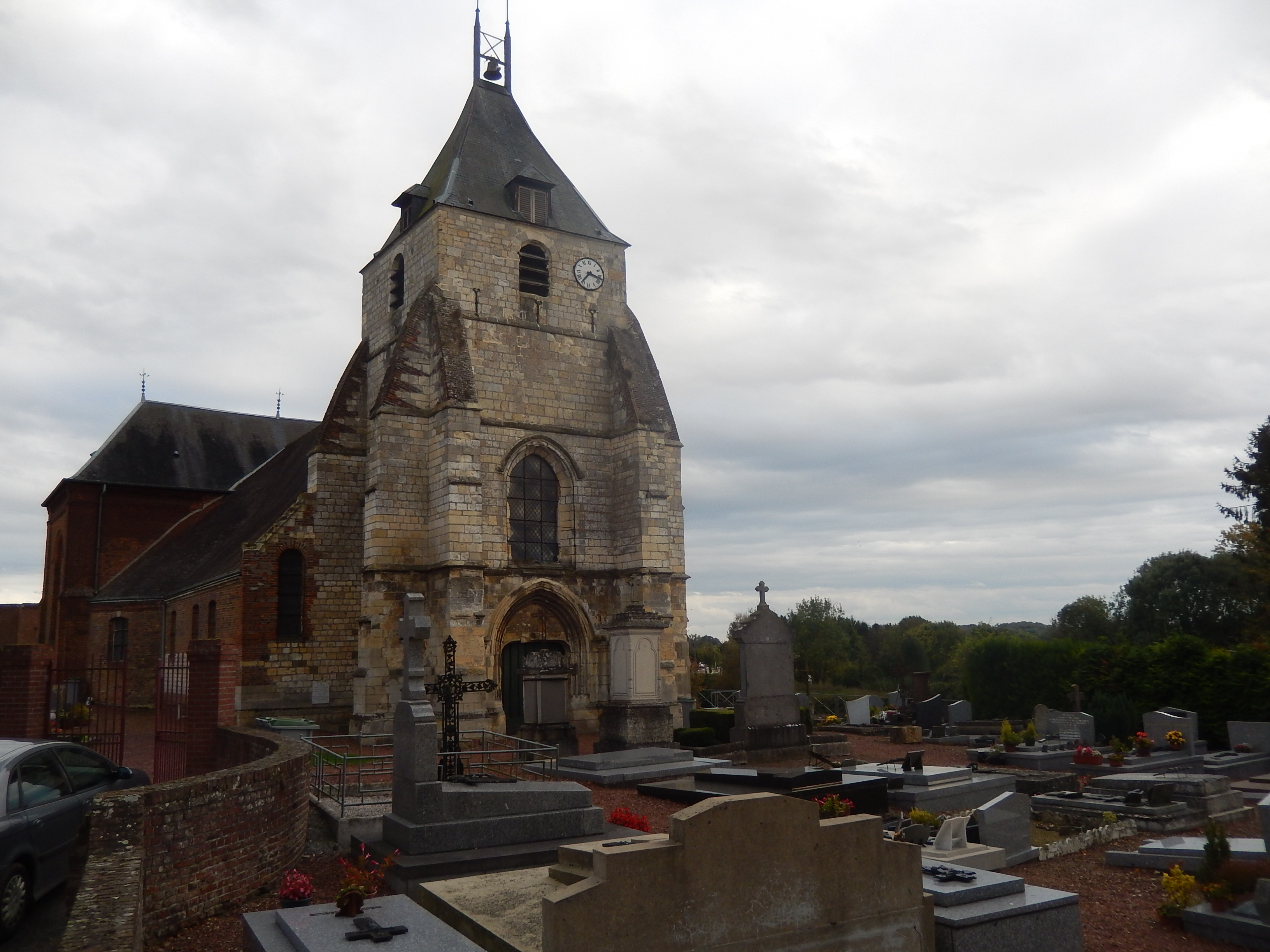
L'église et le cimetière.
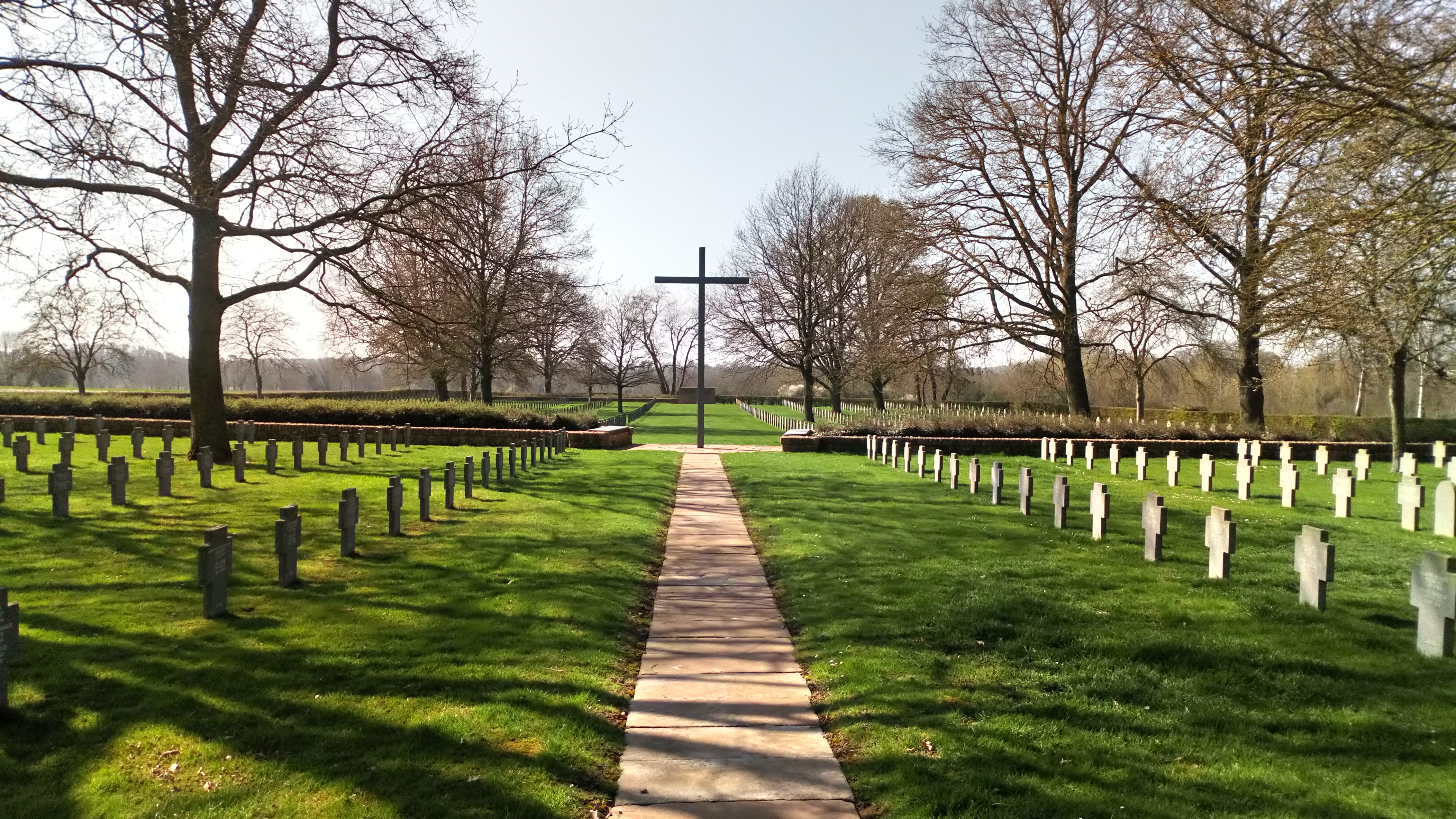
Le cimetière militaire allemand.
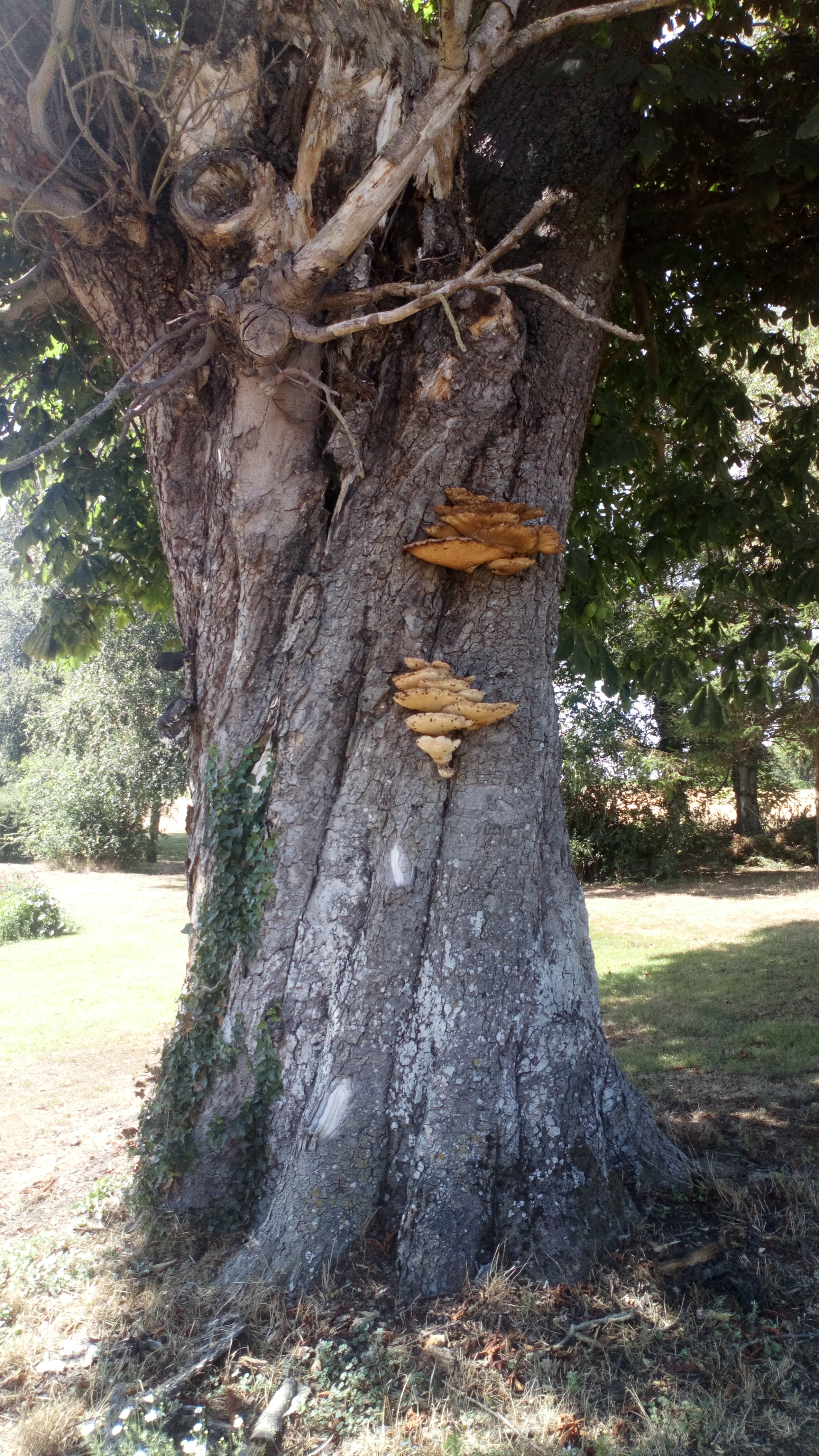
Le tronc du marronnier planté en 1780, photographié en 2019 avant d'être cassé par une tempête en 2021.
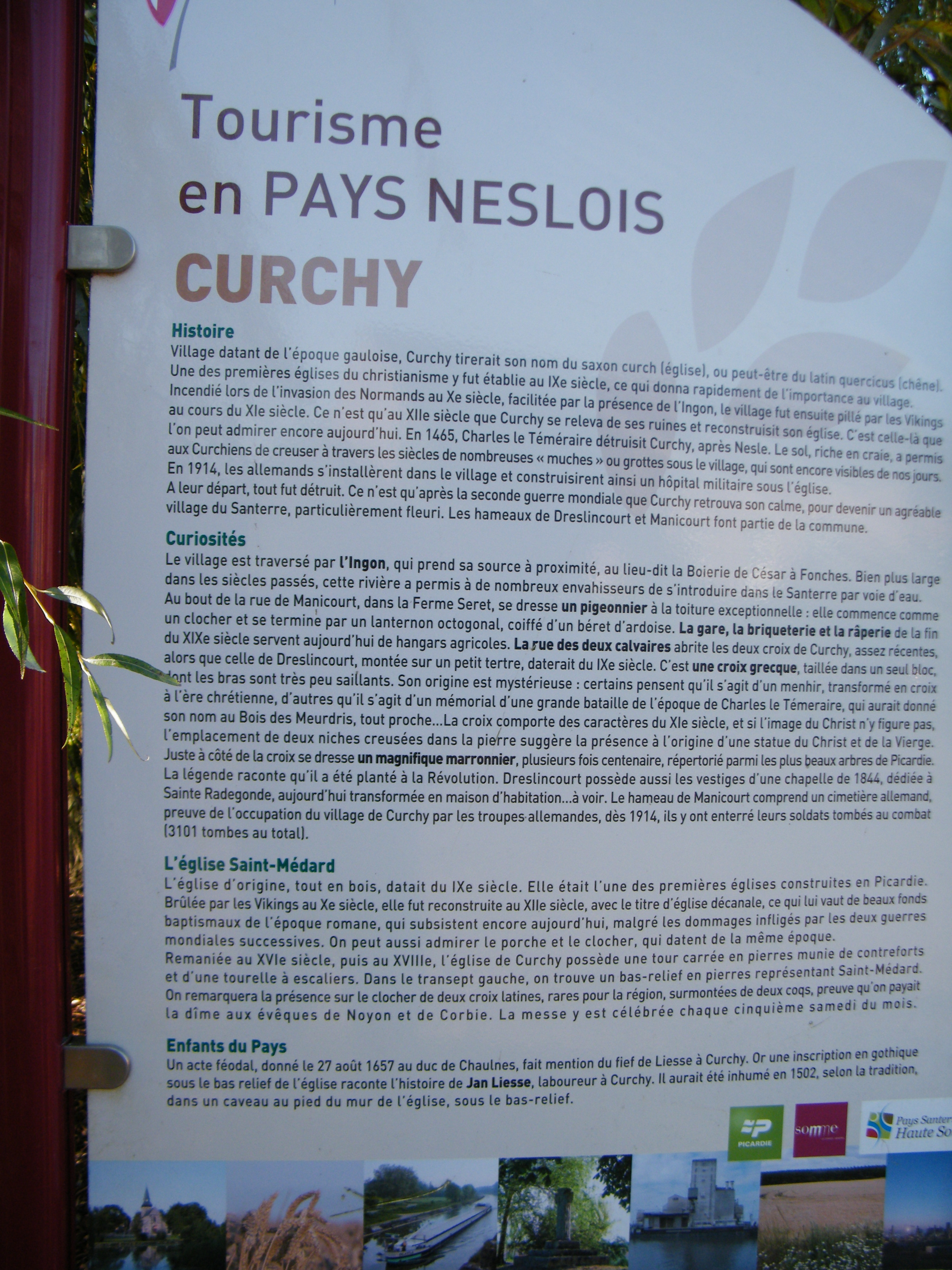
Panneau d'informations locales.
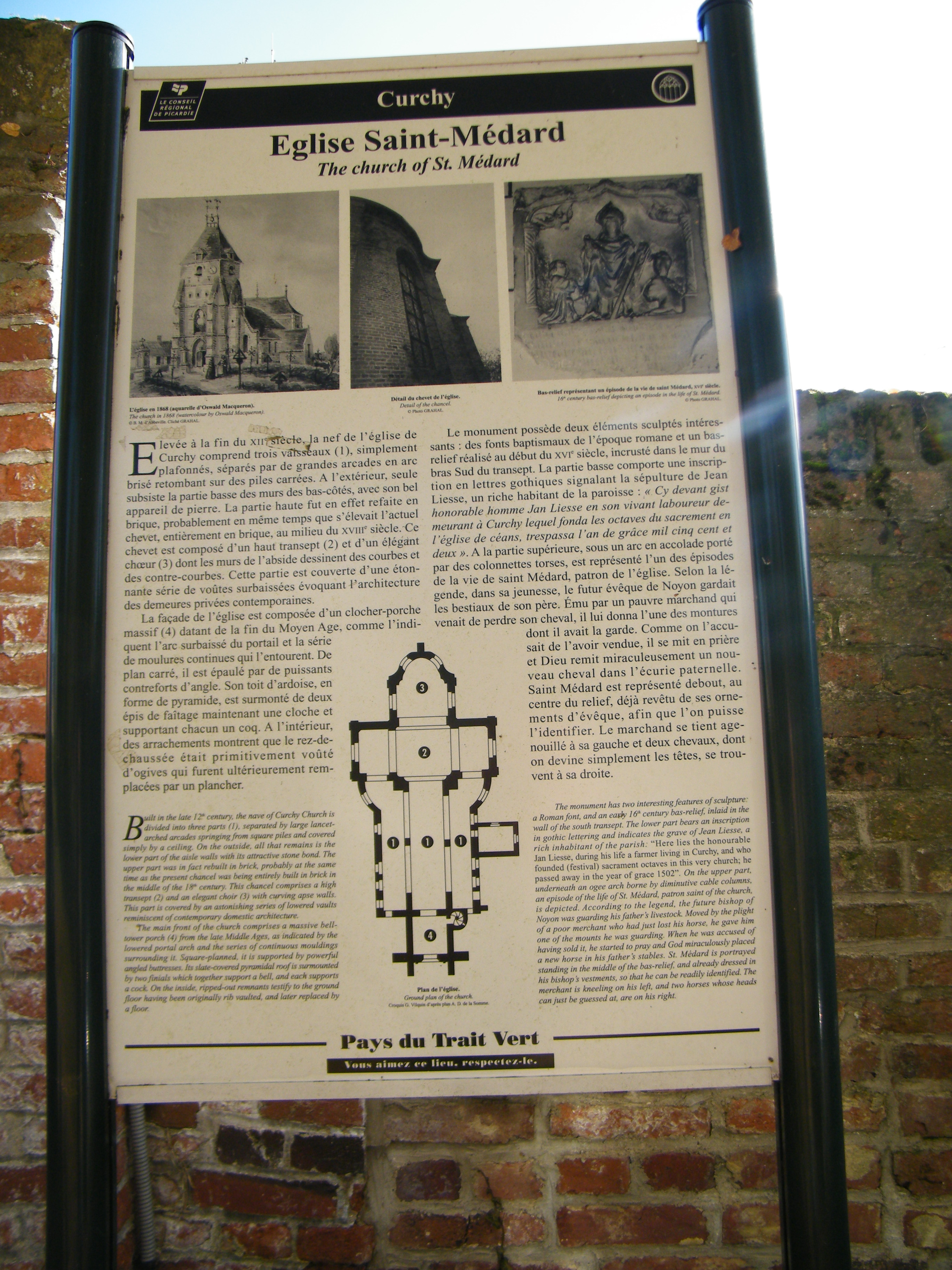
Panneau d'histoire locale.

## Pour approfondir